# Petrus Adrianus de Leeuw
Petrus Adrianus de Leeuw ('s-Hertogenbosch, 7 augustus 1833 – Arnhem, 3 oktober 1909) was een Nederlands beeldhouwer en edelsmid.

## Leven en werk
De Leeuw werd geboren in Den Bosch als zoon van Arnoldus de Leeuw en Elisabeth de Lang. Hij trouwde in 1861 met Maria Anna Adriana Verreijdt (1835-1922). Het paar woonde onder andere in Wijchen, Nijmegen en Arnhem. Zij zijn grootouders van Gerard Knuvelder.
De Leeuw maakte meerdere werken voor de Rooms-Katholieke Kerk, waaronder beelden, doopvonten en altaren. Een voorbeeld hiervan is het neoromaanse altaar (1891) van marmer en kalksteen voor de Sint-Judocuskerk in Hernen. Voor de industrieel Willem Albert Scholten maakte hij een groot grafmonument op de Zuiderbegraafplaats in de stad Groningen.
Hij was leraar in Arnhem. Van 1887 tot 1892 woonde hij in Wijchen, waar hij de leiding had over een werkplaats voor beeldhouwers en timmerlieden bij de bouw van het franciscanenklooster Alverna.
In 2009, honderd jaar na zijn overlijden, werd in de stadsbibliotheek in Arnhem een tentoonstelling rond zijn werk gehouden.